# 威廉·羅便臣
威廉·羅便臣爵士，GCMG（1836年2月9日—1912年12月1日），是英國派駐香港的第11任港督，威廉·羅便臣在1898年2月期滿離任。來港任總督前，曾任英屬巴哈馬總督(1874至1880年)及英屬巴巴多斯及向風群島總督(1880–1885)。
香港並沒有任何地方以威廉·羅便臣爵士命名；羅便臣道其實是以第5任港督夏喬士·羅便臣爵士命名的。

## 任內事件
- 1892年7月，香港西醫書院舉行第一屆畢業典禮，由港督主禮。孫中山以首届成绩第一名毕业于西医书院，获威廉·羅便臣亲自颁奖。
- 1894年5月，鼠疫侵襲香港。港督夫人逝世，導致他情緒低落。
- 1895年，孫中山在香港設立興中會總會。基於清政府的壓力，孫中山於1896年3月4日被港府驅逐出境，五年內不准赴港，孫中山曾親筆去信港督查詢。
- 1896年5月，舉行潔淨局組成辦法公投，是香港至今唯一一次由政府官方籌辦的公投。
- 1897年，慶祝維多利亞女皇登基六十週年。在薄扶林域多利道及摩星嶺道交界，以及山頂白加道舊域多利醫院仍有兩塊有刻有威廉·羅便臣所設立慶祝維多利亞女皇登基六十週年的奠基石。